# Nowshera (Distrikt)
Der Distrikt Nowshera (Urdu ضلع نوشہرہ, paschtunisch نوښار ولسوالۍ) ist ein Verwaltungsdistrikt in Pakistan in der Provinz Khyber Pakhtunkhwa, direkt an der Grenze zu Afghanistan gelegen.
Die Hauptstadt des Distrikts ist Nowshera.